# Südkoreanische Frauenfußballmeisterschaft 2015
Die Südkoreanische Frauenfußballmeisterschaft 2015 war der Ligapokal für südkoreanische Vereinsmannschaften der Frauen.
Das Pokalturnier begann am 17. Oktober 2015 mit der ersten Runde und endete am 21. Oktober 2015 mit dem Finale.

## Teilnehmende Mannschaften
Folgende Mannschaften nahmen am Pokal teil:
| WK-League 6 Vereine der WK-League 2015                                                                                         | angemeldetes Mannschaften 2 Verein die sich anmeldeten |
| - Seoul WFC - Incheon Hyundai Steel Red Angels - Hwacheon KSPO WFC - Icheon Daekyo WFC - Busan Sangmu WFC - Daejeon Sportstoto | - Ulsan WFC - Chungcheongnam-do WFC                    |

## Austragungsort
Der Pokal wurde in der Stadt Seoul, im Stadtteil Gangbuk-gu durchgeführt. Dort wurde der Gangbuk-gu-Sportplatz genutzt.

## Pokalrunden

### Viertelfinale
Die Spiele des Viertelfinale fanden am 17. Oktober 2015 statt.
|                       | Ergebnis        |                                  |
| --------------------- | --------------- | -------------------------------- |
| Hwacheon KSPO WFC     | 0:2             | Icheon Daekyo WFC                |
| Ulsan WFC             | 0:8             | Incheon Hyundai Steel Red Angels |
| Chungcheongnam-do WFC | 1:4             | Daejeon Sportstoto               |
| Busan Sangmu WFC      | 0:0 (1:4 i. E.) | Seoul WFC                        |

### Halbfinale
Die Spiele des Halbfinale fanden am 19. Oktober 2015 statt.
|                    | Ergebnis |                                  |
| ------------------ | -------- | -------------------------------- |
| Icheon Daekyo WFC  | 2:1      | Incheon Hyundai Steel Red Angels |
| Daejeon Sportstoto | 3:1      | Seoul WFC                        |

### Finale
Das Finale fand am 21. Oktober 2015 statt.
|                   | Ergebnis |                    |
| ----------------- | -------- | ------------------ |
| Icheon Daekyo WFC | 3:2      | Daejeon Sportstoto |